# Nodosariinae
Nodosariinae es una subfamilia de foraminíferos bentónicos de la familia Nodosariidae, de la superfamilia Nodosarioidea, del suborden Lagenina y del orden Lagenida. Su rango cronoestratigráfico abarca desde el Jurásico inferior hasta la Actualidad.

## Clasificación
Nodosariinae incluye a los siguientes géneros:
- Alfredosilvestris
- Awhea †
- Botuloides
- Cribronodosaria †
- Dentalina
- Dentalinoides †
- Dentalinopsis †
- Enantiodentalina
- Grigelis
- Laevidentalina
- Lagenoglandulina †
- Lagenolingulina
- Nodomorphina †
- Nodosaria
- Pandaglandulina
- Pseudonodosaria
- Pyramidulina
- Svenia

Otros géneros considerados en Nodosariinae y clasificados actualmente en otras familias son:
- Chrysalogonium, ahora en la familia Chrysalogoniidae
- Mucronina, ahora en la familia Plectofrondiculariidae

Otros géneros considerados en Nodosariinae son:
- Arthrocena, aceptado como Nodosaria
- Cidaria, considerado sinónimo posterior de Nodosaria
- Cribrebella
- Cribrella, sustituido por Cribrebella
- Hybridina, aceptado como Dentalina
- Lingulinopsis, aceptado como Pseudonodosaria
- Mucronina, considerado subgénero de Nodosaria, Nodosaria (Mucronina)
- Nodosaire, considerado subgénero de Nodosaria, Nodosaria (Nodosaire), pero considerado nomen nudum y sustituido por Nodosaria
- Nodosariella, aceptado como Pyramidulina
- Nodosarina, aceptado como Nodosaria
- Orthocera, considerado sinónimo posterior de Nodosaria
- Paradentalina, aceptado como Enantiodentalina
- Pseudoglandulina, aceptado como Pyramidulina
- Rectoglandulina, aceptado como Pseudonodosaria